# NGC 6482
NGC 6482 este o galaxie situată în constelația Hercule. A fost descoperită în 12 iulie 1830 de către John Herschel. Se află la o distanță de 59 de megaparseci de Pământ.